# ФК «Текстильщик» Иваново в сезоне 2013/2014
Сезон 2013/2014 футбольный клуб «Текстильщик» Иваново проводил во втором дивизионе в зоне «Запад». В прошлом чемпионате «Текстильщик» занял в первенстве 3-е место.

## Клуб
| Президент                           | Сергей Пахомов    | Флаг России                | 6 августа 1975 (49 лет)   |
| Председатель попечительского совета | Вячеслав Сверчков | Флаг России                | 17 июля 1963 (61 год)     |
| Генеральный директор                | Юрий Ермаков      | Флаг России                | 12 июля 1962 (63 года)    |
| Зам. директора по безопасности      | Александр Любов   | Флаг России                | 10 апреля 1968 (57 лет)   |
| Старший администратор               | Сергей Аксенов    | Флаг России                | 10 мая 1972 (53 года)     |
| Администратор                       | Михаил Потапов    | Флаг России                | 31 июля 1944 (80 лет)     |
| Администратор                       | Андрей Минвалиев  | Флаг России                | 3 ноября 1975 (49 лет)    |
| Тренерский штаб                     |                   |                            |                           |
| Главный тренер                      | Дмитрий Парфенов  | Флаг Украины · Флаг России | 11 сентября 1974 (50 лет) |
| Старший тренер                      | Вадим Евсеев      | Флаг России                | 8 января 1976 (49 лет)    |
| Начальник команды                   | Андрей Бубчиков   | Флаг России                | 24 сентября 1979 (45 лет) |
| Тренер                              | Игорь Тихонов     | Флаг России                | 13 декабря 1969 (55 лет)  |
| Тренер                              | Сергей Петров     | Флаг России                | 22 сентября 1974 (50 лет) |
| Сотрудники                          |                   |                            |                           |
| Врач                                | Александр Блохин  | Флаг России                | 15 июля 1988 (37 лет)     |
| Массажист                           | Николай Болотов   | Флаг России                | 11 мая 1955 (70 лет)      |
| Пресс-атташе                        | Артем Садовников  | Флаг России                | 26 декабря 1985 (39 лет)  |

## Трансферы

### Сезон 2013/14 (лето)
| Поз. | Игрок            | Новый клуб              |
| ---- | ---------------- | ----------------------- |
| Защ  | Андрей Смирнов   | Уфа (Уфа)               |
| Защ  | Андрей Ходыкин   | Арсенал (Тула)          |
| Защ  | Станислав Бравин | Крылья Советов (Самара) |
| Пз   | Иван Рыжаков     | Текстильщик-М (Иваново) |
| Пз   | Виталий Диков    | Горняк (Учалы)          |
| Пз   | Артем Блуднов    | Химик (Дзержинск)       |
| Нап  | Даниил Бабашов   | Текстильщик-М (Иваново) |
| Нап  | Сергей Орлов     | Спарта (Щёлково)        |
| Нап  | Иван Лукьянов    | Тюмень (Тюмень)         |

| Поз. | Игрок               | Новый клуб                       |
| ---- | ------------------- | -------------------------------- |
| Защ  | Максим Царёв        | Днепр (Смоленск)                 |
| Защ  | Виталий Мараховский | Биолог-Новокубанск (Новокубанск) |
| Защ  | Кирилл Морыганов    | Знамя Труда (Орехово-Зуево)      |
| Пз   | Даниил Лезгинцев    | Локомотив-2 (Москва)             |
| Пз   | Анатолий Семенов    | Сокол (Саратов)                  |
| Нап  | Александр Павлов    | Металлург (Выкса)                |
| Пз   | Максим Мережко      | Свободный агент                  |
| Нап  | Александр Кудрявцев | Свободный агент                  |

### Сезон 2013/14 (зима)
| Поз. | Игрок                 | Прежний клуб            |
| ---- | --------------------- | ----------------------- |
| Защ  | Сергей Бакшин         | Текстильщик-М (Иваново) |
| Пз   | Николай Паклянов      | Спартак (Кострома)      |
| Пз   | Константин Подкорытов | Уфа (Уфа)               |
| Пз   | Илья Демин            | Текстильщик-М (Иваново) |

| Поз. | Игрок          | Новый клуб        |
| ---- | -------------- | ----------------- |
| Пз   | Сергей Осадчук | Псков-747 (Псков) |

## Летнее межсезонье

### Основные события
- 3 июня Президент «Текстильщика» Сергей Пахомов выступил с обращением к болельщикам клуба, в котором признал неудовлетворительным итоги предыдущего сезона, в котором команда второй год подряд завоевала бронзу. Президент поставил задачу на текущий сезон — первое место и выход в ФНЛ. Пахомов заявил, что в случае неисполнения цели в администрации «Текстильщика» могут последовать изменения[1].
- 12 июня команда вышла из краткосрочного отпуска и провела первую тренировку. Также выяснилось, что клуб покинули защитники Кирилл Морыганов, Максим Царев, полузащитник Даниил Лезгинцев и нападающий Александр Павлов (двое последних ушли из «Текстильщика» чуть ранее). Кроме того, старший тренер ивановцев Александр Гущин перешёл на роботу в тренерский штаб томской «Томи», куда его пригласил главный тренер сибиряков Анатолий Давыдов (ранее руководивший «Текстильщиком»)[2].
- 14 июня на конференции ПФЛ по итогам прошлого сезона лучшим вратарем западной зоны Второго дивизиона был признан голкипер ивановцев Андрей Романов[3].
- 15 июня «Текстильщик» подписал контракт с первыми новичками. Ими стали защитник «Уфы» Андрей Смирнов и нападающий щёлковской «Спарты» Сергей Орлов. В свою очередь, клуб покинул защитник Виталий Мараховский[4].
- 16 июня новым старшим тренером команды был назначен известный российский футболист Вадим Евсеев. Он стал главным помощником Дмитрия Парфёнова[5].
- 17 июня стали известны соперники ивановцев по первым контрольным матчам. Ими стали «Коломна» и «Истра»[6]. Также в этот день клуб провел первый этап заявочной компании на сезон. В заявку были включены 14 футболистов, среди которых оказались двое воспитанника ДЮСШ «Текстильщик» Иван Рыжаков и Даниил Бабашов[7].
- 27 июня объявлено о проведении товарищеской встречи против команды «Спартак-2»[8].
- 1 июля клуб подписал контракт с полузащитником учалинского «Горняка» Виталием Диковым[9].
- 5 июля «Текстильщик» подписал соглашения с двумя новыми игроками: защитником Андреем Ходыкиным из тульского «Арсенала» и нападающего Ивана Лукьянова из «Тюмени». В свою очередь команду покинул полузащитник Анатолий Семенов, который перешёл в саратовский «Сокол»[10].
- 8 июля президент клуба Сергей Пахомов встретился с командой перед началом сезона и поставил цель выйти в ФНЛ[11].
- 9 июля «Текстильщик» провел второй этап заявки в ПФЛ[12].
- 11 июля стало известно, что полузащитник «Текстильщика» Александр Борунов примет участие в эстафете Олимпийского огня[13].
- 15 июля клуб заявил защитника Станислава Бравина — воспитанника «ЦСКА» выступавшего до этого за молодёжный состав самарских «Крыльев Советов»[14].

## Предсезонные и товарищеские матчи
| 2013-06-18 | Коломна                    | 1:2                  | Текстильщик                          | Коломна                       |
|            | Сысоев Вячеслав 46′ (пен.) | (отчёт 1), (отчёт 2) | Мережко Максим 41′ · Саная Анзор 47′ | Стадион: Авангард Зрителей: ? |

| 2013-06-21 | Истра         | 2:3     | Текстильщик                                                  | Истра                          |
|            | ? 11′ · ? 37′ | (отчёт) | Саная Анзор 8′ · Лосев Евгений 51′ (пен.) · Орлов Сергей 88′ | Стадион: СК Полево Зрителей: ? |

| 2013-07-2 | Спартак-2                                                                        | 6:4     | Текстильщик                                                                 | Москва                               |
|           | Александр Козлов 4′, 38′ (пен.) · Ари 38′ · Владимир Обухов 69′ (пен.), 72′, 82′ | (отчёт) | Саная Анзор 16′ (пен.), 44′ (пен.) · Попов Евгений 40′ · Осадчук Сергей 54′ | Стадион: парк Сокольники Зрителей: ? |

## Основной состав
| №             | М       | Игрок                 | Страна      | Дата рождения             | Бывший клуб               |
| Вратари       | Вратари | Вратари               | Вратари     | Вратари                   | Вратари                   |
| ------------- | ------- | --------------------- | ----------- | ------------------------- | ------------------------- |
| 1             |         | Андрей Романов        | Флаг России | 4 августа 1980 (44 года)  | Спартак (Кострома)        |
| 16            |         | Алексей Орлов         | Флаг России | 5 июля 1986 (39 лет)      | Динамо (Киров)            |
| 32            |         | Алексей Смирнов       | Флаг России | 15 апреля 1994 (31 год)   | Текстильщик-М (Иваново)   |
| Защитники     |         |                       |             |                           |                           |
| 2             |         | Виталий Пугин         | Флаг России | 19 декабря 1978 (46 лет)  | Спартак (Кострома)        |
| 3             |         | Андрей Смирнов        | Флаг России | 1 января 1980 (45 лет)    | Уфа (Уфа)                 |
| 4             |         | Александр Недогода    | Флаг России | 9 декабря 1990 (34 года)  | Текстильщик-М (Иваново)   |
| 5             |         | Игорь Балашов         | Флаг России | 9 марта 1981 (44 года)    | Спартак (Кострома)        |
| 12            |         | Илья Сысоев           | Флаг России | 10 июня 1988 (37 лет)     | Шинник-2 (Ярославль)      |
| 14            |         | Андрей Ходыкин        | Флаг России | 21 марта 1986 (39 лет)    | Арсенал (Тула)            |
| 15            |         | Михаил Ершов          | Флаг России | 30 октября 1986 (38 лет)  | Динамо (Санкт-Петербург)  |
| 17            |         | Денис Фомин           | Флаг России | 5 марта 1996 (29 лет)     | Текстильщик-М (Иваново)   |
| 25            |         | Станислав Бравин      | Флаг России | 9 мая 1994 (31 год)       | Крылья Советов (Самара)   |
|               |         | Сергей Бакшин         | Флаг России | 16 мая 1996 (29 лет)      | Текстильщик-М (Иваново)   |
| Полузащитники |         |                       |             |                           |                           |
| 7             |         | Алексей Тюргашкин     | Флаг России | 20 июля 1981 (43 года)    | Торпедо (Владимир)        |
| 8             |         | Виталий Диков         | Флаг России | 5 марта 1989 (36 лет)     | Горняк (Учалы)            |
| 18            |         | Андрей Хрипков        | Флаг России | 30 июня 1990 (35 лет)     | Волга-2 (Нижний Новгород) |
| 19            |         | Евгений Попов         | Флаг России | 14 февраля 1988 (37 лет)  | Кооператор (Вичуга)       |
| 21            |         | Константин Подкорытов | Флаг России | 8 февраля 1986 (39 лет)   | Уфа (Уфа)                 |
| 23            |         | Александр Борунов     | Флаг России | 24 октября 1983 (41 год)  | Кооператор (Вичуга)       |
| 57            |         | Артем Блуднов         | Флаг России | 5 сентября 1988 (36 лет)  | Химик (Дзержинск)         |
|               |         | Николай Паклянов      | Флаг России | 21 сентября 1986 (38 лет) | Спартак (Кострома)        |
|               |         | Иван Рыжаков          | Флаг России | 15 июня 1996 (29 лет)     | Текстильщик-М (Иваново)   |
|               |         | Илья Демин            | Флаг России | 22 июля 1996 (28 лет)     | Текстильщик-М (Иваново)   |
| Нападающие    |         |                       |             |                           |                           |
| 6             |         | Сергей Орлов          | Флаг России | 20 апреля 1989 (36 лет)   | Спарта (Щёлково)          |
| 9             |         | Евгений Лосев         | Флаг России | 3 февраля 1979 (46 лет)   | Калуга (Калуга)           |
| 10            |         | Анзор Саная           | Флаг России | 22 мая 1989 (36 лет)      | Спартак (Кострома)        |
| 11            |         | Никита Волжанкин      | Флаг России | 12 декабря 1993 (31 год)  | Текстильщик-М (Иваново)   |
| 22            |         | Иван Лукьянов         | Флаг России | 27 декабря 1990 (34 года) | Тюмень (Тюмень)           |
| 24            |         | Даниил Бабашов        | Флаг России | 5 июля 1996 (29 лет)      | Текстильщик-М (Иваново)   |

### Кубок России 2013/2014
Основная статья: Кубок России по футболу 2013/2014
| 10 июля 2013 1/256 финала | Текстильщик                                                               | 4:2     | Торпедо (Владимир)                                                               | Иваново                                                           |
| 18:30                     | Осадчук Сергей 14′ · Диков Виталий 32′, 73′ · Саная Анзор 83′ · Саная 78' | (отчёт) | Земсков Михаил 58′ · Конов Андрей 90′ · Зимарев 23' · Путилин 42' · Дубровин 76' | Стадион: Текстильщик Зрителей: 6500 Судья: Максим Каплин (Москва) |

| 31 июля 2013 1/128 финала | Текстильщик                                                  | 2:1 д. в.           | Динамо (Кострома)                     | Иваново                                                                    |
| 18:30                     | Балашов Игорь 3′ · Саная Анзор (авт.) 90+4′; 118′ · Саная 66 | (протокол), (отчёт) | Шишкин 47' · Кузнецов 51' · Рощин 65' | Стадион: Текстильщик Зрителей: 5300 Судья: Иван Сиденков (Санкт-Петербург) |

| 11 августа 2013 1/64 финала | Химки                                                                                   | 2:1     | Текстильщик                                                                            | Химки                                                            |
| 19:00                       | Свистунов Виктор 13′ · Решетников Леонид 87′ · Зиновьев 30' · Шикурин 77' · Чивирев 89' | (отчёт) | Саная Анзор 15′ (пен.) · Ходыкин 37' · Лосев 39' · Осадчук 45' · Орлов 47' · Фомин 65' | Стадион: Новые Химки Зрителей: 900 Судья: Максим Каплин (Москва) |

## Второй дивизион
См. также: Первенство ПФЛ 2013/2014

### Основные события
- 27 июля команда дозаявила молодого нападающего воспитанника ДЮСШ «Текстильщик» Никиту Волжанкина. В прошлом сезоне он уже выступал за «Текстильщик»[15].
- 12 августа стало известно, что защитник команды Денис Фомин попал в предварительную заявку Юношеской сборной России на Чемпионат мира в ОАЭ[16].
- 14 августа «Текстильщик» подписал контракт с полузащитником дзержинского «Химика» Артемом Блудновым[17].
- 23 августа из состава команды был отзаявлен полузащитник Максим Мережко[18].
- 24 августа клуб достиг договоренности о переходе на правах аренды в «Текстильщик» из питерского «Динамо» защитника Михаила Ершова. Ранее он уже выступал за ивановцев в сезоне 2011-12[19].
- 23 августа клуб отзаявил нападающего Александра Кудрявцева[18].
- 14 сентября после окончания домашнего поединка против «Коломны» на поле стадиона «Текстильщик» случилась масштабная потасовка между футболистами обеих команд. В ней приняли участие не только игроки, но и все, кто находились на скамейках запасных. Разнимать дерущихся пришлось сотрудникам полиции. После всех разбирательств игроки «Текстильщика» Сергей Осадчук и Виталий Диков получили 5-матчевую дисквалификацию[20].
- 24 сентября в Санкт-Петербурге в игре против «Руси» на 90+ минуте матча был удален Денис Фомин, который был единственным молодым футболистом в составе «Текстильщика», находившимся на поле. Игра была возобновлена. Ивановцы не успели произвести замену, чтобы выпустить другого молодого футболиста, в связи с окончанием матча. В итоге был нарушен Пункт 5.5 Статьи 5 Регламента турнира. «Русь» подала протест на итог матча. На заседании КДК «Текстильщику» могут присудить техническое поражение[21].

Позже эту ситуацию прокомментировал начальник команды Андрей Бубчиков:
«Шла 92-я минута матча. Все видели, что резервный арбитр ранее показал табличку, что добавлено 3 минуты. Наш игрок Денис Фомин получил прямую красную карточку. Мы тут же дали команду переодеваться другому молодому футболисту. Надо заметить, что шел град во время матча и было холодно. Пока он бежал к скамейке, переодевался, прошло минуты полторы. Судья дал свисток об окончании матча, и мы просто не успели произвести замену. Теперь вот поедем на КДК объяснять ситуацию».
Также Бубчиков отметил, что считает некорректным поступок «Руси», которая подала протест только через два дня:
«Молодой директор команды „Русь“ хочет таким способом обратить на себя внимание. Не красиво это».
- 3 октября в Москве на заседании КДК членами комиссии было принято решение оставить в силе результат матча «Русь»-«Текстильщик». Интересы ивановцев на заседании представляли генеральный директор Юрий Ермаков и старший тренер Вадим Евсеев. По итогам совещания эксперты РФС не усмотрели какой-либо вины «Текстильщика» и приняли решение не накладывать на наш клуб дисциплинарных санкций[23].
- 9 октября состоялась свадьба у защитника команды Александра Недогоды[24].
- 23 октября на заседании КДК на один матч был дисквалифицирован врач команды Николай Болотов за удаление в матче с «Локомотивом-2». Также КДК оштрафовала на 3 тыс. рублей старшего тренера ивановцев Вадима Евсеева за выход за пределы технической зоны без разрешения судьи и на 5 тыс. администрацию клуба за появление на поле посторонних лиц[25].
- 30 октября в гости к команде приезжали воспитанники ивановского детского дома — интерната «Звездный». Ребятам была проведена экскурсия по стадиону и административному зданию «Текстильщика». После её завершения дети поиграли в мяч с игроками клуба. Желающие смогли сфотографироваться с футболистами и у них взять автографы. По окончании встречи воспитанникам были подарены программки с матчей «Текстильщика» и клубные вымпелы[26].
- 7 ноября ивановскую команду с дружественным визитом посетили представители итальянского клуба «Комо». Гости побывали в офисе «Текстильщика» и на стадионе. В ходе беседы обсуждался вопрос о сотрудничестве двух команд[27].
- 9 ноября состоялась традиционная встреча руководства клуба со своими болельщиками[28].
- 12 ноября полузащитник команды Сергей Осадчук официально перешёл в «Тосно»[29].
- 26 ноября ПФЛ признала капитана команды Евгения Лосева — лучшим игроком октября, а главного тренера Дмитрия Парфенова — наставником месяца. Кроме того, мяч Анзора Саная в ворота «Локомотива-2» был номинирован на звание «лучший гол октября»[30].
- 6 декабря защитник ивановцев Денис Фомин был вызван на просмотр в московский «Спартак»[31].
- 9 декабря игроки команды Александр Недогода и Александр Борунов участие в акции «Лица Олимпиады». Во время проведения Олимпийских игр трехмерное изображение их лиц размером 6 на 8 метров должно было появиться на интерактивном фасаде павильона «Мегафона» в Сочи[32].
- 22 декабря защитник Денис Фомин был приглашен на сбор Юношеской сборной России на подготовку к Мемориалу Валентина Гранаткина[33].
- 25 декабря по результатам голосования ПФЛ признала мяч Анзора Саная в ворота «Локомотива-2» лучшим голом октября в зоне «Запад»[34].
- 25 декабря тренеры команды Игорь Тихонов и Сергей Петров закончили обучение в Высшей школе тренеров РГУФК и получили тренерские лицензии «B»[35].
- 26 декабря в Правительстве Ивановской области прошла рабочая встреча с участием и. о. Губернатора Ивановской области Павла Конькова, вице-губернатора Александра Фомина и генерального директора «Текстильщика» Юрия Ермакова. Власти региона заявили о полной готовности поддерживать клуб и оказывать необходимое содействие для успешного выступления команды, прежде всего в отношении её финансирования. Также было оговорены назначение нового Президента «Текстильщика», которое должно состояться в конце января нового года. Нынешний Президент Сергей Пахомов в конце года возглавил администрацию Сергиево-Посадского района Московской области, в результате чего сохранение им своего поста стало невозможным[36].
- 1 мая в игре в Химках «Текстильщик» сумел обыграть местные «Химки» 3:2, уступая по ходу встречи 0:2. В последний раз до этого команда сумела одержать волевую победу, уступая по ходу встречи 2 мяча ровно 20 лет назад в 1994 году[37].
- 30 мая в городе находилась делегация английского футбольного клуба «Бертон Альбион». число визитеров в вошёл и представитель местного футбола, известный в прошлом игрок Майкл Витлоу. В рамках деловой встречи с генеральным директором «Текстильщика» Юрием Ермаковым футбольные функционеры поделились друг с другом опытом организации работы в футбольном клубе, особенно в секторе подготовки спортивного резерва.[38].
- 3 июня в Москве на заседании контрольно-дисциплинарного комитета РФС было принято решение дисквалифицировать полузащитника «Текстильщика» Александра Борунова на 6 месяцев. 27 мая в гостевом матче против «Тосно» хавбек был удален за грубый подкат в соперника. Не согласившись с решением, Борунов позволил оскорбительны высказывания в отношении главного судьи встречи. Уходя со стадиона, полузащитник толкнул резервного судью и стал показывать неприличные жесты в адрес болельщиков.[39].

## Зимнее межсезонье

### Основные события
- 11 января нападающий «Текстильщика» Анзор Саная отпрвился на просмотр в клуб Премьер-Лиги «Томь».[40] Команда вышла из отпуска и приступила к тренировкам в Иванове. В дальнейшем намечены 4 сбора, 2 из которых пройдет в Турции и на Кипре[41]
- 28 января стало известно, что в клубе находятся на просмотре несколько игроков молодёжной команды[42].
- 1 февраля «Текстильщик» подписал контракт с полузащитником костромского «Спартака» Николаем Пакляновым. В этот же день ивановцы провели двусторонюю игру на стадионе «Локомотив», которая завершилась со счетом 1:1.[43]
- 4 февраля защитник команды Михаил Ершов подписал контракт с «Текстильщиком». Ранее он находился в составе ивановцев в аренде и принадлежал питерскому «Динамо».[44]
- 8 февраля «красно-черные» двусторонкой завершили свой первый сбор.[45]
- 13 февраля Денис Фомин вызван на очередной тренировочный сбор юношеской сборной России.[46]
- 17 февраля у «Текстильщика» начался второй учебно-тренировочный сбор в Иванове. К команде присоединился Анзор Саная, проходивший просмотр в «Томи» и «Роторе».[47]
- 17 февраля Дмитрий Парфенов и Вадим Евсеев сдали экзамены на тренерскую лицензию УЕФА категории «А» в Москве.[48]
- 22 февраля в «Текстильщик» вернулся Константин Подкорытов, ранее выступавший в команде в 2012 году. Последний год он выступал за клуб ФНЛ «Уфа».[49]
- 22 февраля «Текстильщик» внес в свой состав на сезон 4 игроков. Николая Паклянова, Константина Подкорытова и двух игроков из молодёжного состава: Сергея Бакшина и Илью Демина (оба 1996 г. р.). Также в заявку попал врач Александр Блохин.[50]
- 2 марта команда завершила свой второй домашний сбор. Дальше «Текстильщик» улетел на Кипр.[51]
- 5 марта ивановцы прибыли на Кипр.[52]
- 11 марта разгромив местный клуб АЕЗ со счетом 11:0, «Текстильщик» одержал свою самою крупную победу в истории.[53] Однако через несколько дней команда перекрыла этот рекорд, победив другой кипрский коллектив «ФОЙ» со счетом 15:0.[54]
- 15 марта генеральный директор «Текстильщика» Юрий Ермаков принял участие в программе «Напрямую» на ИГТРК. Помимо него в ней принимали участие болельщики команды и известная ивановская футбольная общественность.[55]
- 15 марта «Текстильщик» прилетел на свой второй зарубежный сбор в Турцию.[56]
- 10 апреля в Иванове прошло совещание руководителей клубов зоны «Запад». Раньше подобные встречи проходили преимущественно в Москве. На нём присутствовал президент ПФЛ Андрей Соколов.[57]
- 17 апреля в Иваново с официальным визитом приезжал Президент ПФЛ Николай Толстых. Он выступил на межрегиональной федерации футбола «Золотое кольцо». Кроме того, Толстых встретился с врио губернатора Ивановской области Павлом Коньковым. Вместе с ним Президент подписал соглашение между РФС и Правительством региона о сотрудничестве и взаимодействии в части развития футбола в Ивановской области. В завершении визита Толстых побывал на стадионах «Локомотив» и «Текстильщик», а также встретился с футбольной командой.[58]

## Предсезонные и товарищеские матчи
| 2014-03-8 | Славутич (Черкассы) | 0:2                 | Текстильщик                                 | Кипр, Айя-Напа                      |
|           |                     | (отчёт), (протокол) | Саная Анзор 16′ · Ходыкин Андрей 90′ (пен.) | Стадион: Атлантик Аенис Зрителей: ? |

| 2014-03-11 | АЕЗ (Лимасол) | 0:11                | Текстильщик | Кипр, Айя-Напа                      |
|            |               | (отчёт), (протокол) | Саная Анзор ?, ? · Смирнов Андрей ? · Орлов Сергей ?, ? · Ходыкин Андрей ? (пен.) · Попов Евгений ? · Хрипков Андрей ? · Лукьянов Иван ?, ? · Фомин Денис ? | Стадион: Атлантик Аенис Зрителей: ? |

| 2014-03-15 | ФОЙ (Авогору) | 0:15                | Текстильщик | Кипр, Айя-Напа                      |
|            |               | (отчёт), (протокол) | Саная Анзор ?, ?, ? · Лукьянов Иван ?, ?, ?, ?, ? · Попов Евгений ?, ?, ? · Хрипков Андрей ? · Ершов Михаил ? (пен.) · Борунов Александр ? · Подкорытов Константин ? | Стадион: Атлантик Аенис Зрителей: ? |

| 2014-03-18 | Айя Напа | 0:3                 | Текстильщик                                       | Кипр, Айя-Напа                      |
|            |          | (отчёт), (протокол) | Орлов Сергей 28′ · Подкорытов Константин 56′, 71′ | Стадион: Атлантик Аенис Зрителей: ? |

| 2014-03-25 | Текстильщик                                    | 1:1                 | Октан (Пермь) | Турция, Сиде                    |
| 18:30      | Тюргашкин Алексей 1′ · Ершов Михаил (авт.) 70′ | (протокол), (отчёт) |               | Стадион: Блю Вотерс Зрителей: ? |

| 2014-03-28 | Горняк (Кривой Рог) | 0:1                 | Текстильщик      | Турция, Сиде                    |
|            |                     | (отчёт), (протокол) | Орлов Сергей 84′ | Стадион: Блю Вотерс Зрителей: ? |

| 2014-04-3 | Текстильщик       | 1:1                 | Арсенал (Тула)                                 | Турция, Кунду                 |
| 18:30     | Лукьянов Иван 81′ | (протокол), (отчёт) | Игнатьев Сергей 61′ · Сухарев 49' · Рыжков 64' | Стадион: Топ Капи Зрителей: ? |

| 2014-03-28 | Текстильщик       | 1:0                 | Байкал (Иркутск) | Турция, Сиде                    |
|            | Лукьянов Иван 70′ | (отчёт), (протокол) |                  | Стадион: Блю Вотерс Зрителей: ? |

| 2014-03-28 | Текстильщик                                                        | 4:2                 | Динамо (Кострома)            | Россия, Иваново                                                                            |
|            | Лосев Евгений 1′, 5′ · Подкорытов Константин 2′ · Лукьянов Иван 3′ | (отчёт), (протокол) | Свадогу Вендласида 4′ · ? 6′ | Стадион: Текстильщик Зрителей: ? Судья: Алексей Кузнецов (Новые Горки, Ивановская область) |

### Матчи
Победа
 Ничья
 Поражение
Время начала матчей указано московское
| 2013-07-15 1 тур | Долгопрудный (Долгопрудный)             | 1:3        | Текстильщик                                                                              | Долгопрудный                                                  |
| 18:00            | Бирюков Кирилл 51′ (пен.) · Епифанов 6' | (протокол) | Саная Анзор 7′ (пен.), 26′ · Лосев Евгений 14′ · Тюргашкин 50' · Романов 69' · Фомин 78' | Стадион: Салют Зрителей: 1000 Судья: Юрий Апонасенко (Москва) |

| 2013-07-18 2 тур | Строгино (Москва)                                | 1:2        | Текстильщик                                                   | Москва                                                      |
| 18:00            | Иващенко Евгений 50′ · Поляков 90' · Семенов 90' | (протокол) | Саная Анзор 7′ · Орлов Сергей 11′ · Смирнов 79' · Осадчук 90' | Стадион: Янтарь Зрителей: 300 Судья: Эдуард Соколов (Тверь) |

| 2013-07-18 3 тур | Текстильщик | 3:0                 | Псков-747 (Псков)                                        | Иваново                                                         |
| 19:00            | Орлов Сергей 5′ · Лосев Евгений 51′ · Диков Виталий 70′ · Ходыкин 10' · Фомин 37' · Осадчук 87' · Недогода 86' | (отчет), (протокол) | Пырченков 20' · Чванов 42' · Курбанов 45' · Ременчик 78' | Стадион: Текстильщик Зрителей: 5100 Судья: Игорь Панин (Москва) |

| 2013-07-27 4 тур | Текстильщик                      | 0:0                 | Тосно (Тосно)                | Иваново                                                          |
| 18:30(мск)       | Лосев 62 · Фомин 22' · Орлов 58' | (отчет), (протокол) | Бабенков 62' · Кузьмичев 89' | Стадион: Текстильщик Зрителей: 4500 Судья: Илья Бугров (Рыбинск) |

| 2013-08-7 6 тур | Зенит-2 (Санкт-Петербург)                                                                   | 2:3        | Текстильщик                                                                                | Санкт-Петербург                                                      |
| 13:00           | Зинков Вячеслав 49′ · Марков Евгений 84′ · Евсеев 21' · Чистяков 90' · Ребенко 90' · Марков | (протокол) | Лосев Евгений 18′, 77′ · Саная Анзор 24′ · Диков 21' · Лосев 33' · Борунов 82' · Фомин 90' | Стадион: МСА Петровский Зрителей: 200 Судья: Алексей Сухой (Люберцы) |

| 2013-08-18 7 тур | Торпедо (Владимир)                       | 2:1        | Текстильщик                  | Владимир                                                            |
| 18:00            | Дубровин Сергей 44′ · Каратыгин Иван 90′ | (протокол) | Саная Анзор 16′ · Бравин 10' | Стадион: БСА Торпедо Зрителей: 3500 Судья: Алексей Матюнин (Москва) |

| 2013-08-25 8 тур | Текстильщик                                                   | 3:3                 | Волга (Тверь)                                                                | Иваново                                                              |
| 18:30(мск)       | Саная Анзор 19′, 41′ (пен.) · Лукьянов Иван 85′ · Балашов 85' | (отчет), (протокол) | Кабанов Александр 27′ · Рощин Артем 73′ · Пестряков Сергей 84′ · Устинов 89' | Стадион: Текстильщик Зрителей: 5100 Судья: Артем Поляков (Ярославль) |

| 2013-08-28 8 тур | Текстильщик                                                                 | 2:1                 | Химки (Химки)                                     | Иваново                                                                  |
| 18:30            | Орлов Сергей 12′ · Ходыкин Андрей 18′ · Саная 42' · Осадчук 45' · Фомин 53' | (отчет), (протокол) | Шикурин Дмитрий 70′ · Свистунов 23' · Ярковой 80' | Стадион: Текстильщик Зрителей: 5200 Судья: Виталий Рушаков (Архангельск) |

| 2013-09-4 9 тур | Спартак (Кострома) | 0:1        | Текстильщик                                            | пос. Караваево, Костромская область                        |
| 18:00           | Хан 90'            | (протокол) | Диков Виталий 9′ · Орлов 14' · Саная 41' · Ходыкин 66' | Стадион: Урожай Зрителей: 500 Судья: Илья Бугров (Рыбинск) |

| 2013-09-7 10 тур | Вологда                  | 0:0                | Текстильщик | Вологда                                                                     |
| 17:00(мск)       | Колесник 78' · Левин 80' | (отчет и протокол) |             | Стадион: Динамо Зрителей: 200 Судья: Александр Добролюбов (Санкт-Петербург) |

| 2013-09-14 11 тур | Текстильщик                                                                                  | 4:1                 | Коломна (Коломна)                                           | Иваново                                                             |
| 17:30             | Саная Анзор 20′, 82′, 87′ (пен.) · Лосев Евгений 32′ · Блуднов 25' · Смирнов 79' · Фомин 79' | (отчет), (протокол) | Заикин Александр 27′ · Саунин 6' · Кузяев 79' · Шамарин 90' | Стадион: Текстильщик Зрителей: 3500 Судья: Дмитрий Веселов (Москва) |

| 2013-09-17 12 тур | Текстильщик                                                          | 3:1                 | Знамя Труда (Орехово-Зуево)                    | Иваново                                                            |
| 18:30             | Ершов Михаил 53′ · Лосев Евгений 68′ · Саная Анзор 69′ · Смирнов 42' | (отчет), (протокол) | Кукояка Никита 32′ · Инкин 42' · Чижевский 63' | Стадион: Текстильщик Зрителей: 3200 Судья: Сергей Тихонов (Москва) |

| 2013-09-24 13 тур | Русь (Санкт-Петербург) | 0:1        | Текстильщик                                                          | Санкт-Петербург                                                      |
| 16:00             | Помецко 11'            | (протокол) | Лосев Евгений 21′ · Саная 50' · Ершов 55' · С. Орлов 65' · Фомин 90' | Стадион: МСА Петровский Зрителей: 500 Судья: Василий Тихонов (Псков) |

| 2013-09-27 14 тур | Север (Мурманск)                                                                                    | 2:1        | Текстильщик                                                    | Мурманск                                                                             |
| 17:00             | Жданов Андрей 27′ (пен.) · Галкин Никита 66′ · Шрейнер 45' · Бесланеев 77' · Шаров 83' · Мамаев 89' | (протокол) | Саная Анзор 89′ (пен.) · Ершов 27' · Тюргашкин 38' · Саная 90' | Стадион: Центральный стадион профсоюзов Зрителей: 1500 Судья: Илья Тришин (Балашиха) |

| 2013-10-4 15 тур | Текстильщик                                                                            | 3:2                 | Днепр (Смоленск) | Иваново                                                             |
| 18:30            | Лосев Евгений 22′ (пен.), 48′ · Смирнов Андрей 38′ · Орлов 23' · Лосев 77' · Орлов 62' | (отчет), (протокол) | Прудников Андрей 51′ (пен.) · Давыдов Сергей 72′ · Царев 4' · Анохин 21' · Коротаев 39' · Рыховский 63' · Баннов 84' | Стадион: Текстильщик Зрителей: 3100 Судья: Павел Шадыханов (Москва) |

| 2013-10-7 16 тур | Текстильщик                                                        | 3:2                 | Локомотив-2 (Москва)                                                                    | Иваново                                                                |
| 18:30            | Лосев Евгений 1′ · Саная Анзор 4′ · Лукьянов Иван 7′ · Блуднов 43' | (отчет), (протокол) | Закускин Александр 65′ · Гащенков Михаил 69′ · Бурнаш 10' · Гащенков 73' · Закускин 90' | Стадион: Текстильщик Зрителей: 2800 Судья: Максим Кузнецов (Раменское) |

| 2013-10-14 17 тур | Днепр (Смоленск)                                                   | 0:2        | Текстильщик | Смоленск                                                                  |
| 18:00             | Саная Анзор 16′ · Борунов Александр 33′ · Лукьянов 33' · Попов 60' | (протокол) | Давыдов 48' | Стадион: Спартак Зрителей: 2000 Судья: Геннадий Антошин (Санкт-Петербург) |

| 2013-10-17 18 тур | Локомотив-2 (Москва)                               | 2:0        | Текстильщик                                                   | Москва                                                                       |
| 13:00             | Попов Артём 29′ · Карасёв Павел 49′ · Закускин 45' | (протокол) | Орлов 58' · Ершов 69' · Блуднов 81' · Саная 85' · Романов 90' | Стадион: Локомотив-Перово Зрителей: 300 Судья: Иван Сараев (Санкт-Петербург) |

| 2013-10-24 19 тур | Текстильщик                                                   | 2:0                 | Русь (Санкт-Петербург) | Иваново                                                          |
| 18:30             | Лукьянов Иван 2′ · Саная Анзор 26′ · Лукьянов 50' · Попов 66' | (отчет), (протокол) | Цвейба 74'             | Стадион: Текстильщик Зрителей: 2200 Судья: Роман Чернов (Москва) |

| 2013-10-27 20 тур | Текстильщик | 0:0                 | Север (Мурманск) | Иваново                                                             |
| 17:00(мск)        |             | (отчет), (протокол) |                  | Стадион: Текстильщик Зрителей: 2300 Судья: Юрий Апонасенко (Москва) |

| 2013-11-2 21 тур | Коломна (Коломна)                                                      | 2:1        | Текстильщик                                                                                 | Коломна                                                             |
| 14:00            | Максимов Роман 58′, 62′ (пен.) · Галыгин 29' · Баков 73' · Шамарин 77' | (протокол) | Лосев Евгений 37′ · Романов 61' · Орлов 79' · Ершов 79' · Саная 80' · Диков 83' · Орлов 90' | Стадион: Авангард Зрителей: 2000 Судья: Валерий Романов (Дзержинск) |

| 2013-11-5 22 тур | Знамя Труда (Орехово-Зуево) | 0:3        | Текстильщик                                                         | Орехово-Зуево                                                    |
| 14:00            | Бортник 69' · Михайлов 90'  | (протокол) | Лосев Евгений 70′ · Саная Анзор 76′ · Лукьянов Иван 90′ · Ершов 90' | Стадион: Знамя Труда Зрителей: 300 Судья: Денис Заботин (Москва) |

| 2014-04-19 23 тур | Текстильщик | 0:0                 | Спартак (Кострома)                     | Иваново                                                                    |
| 17:00(мск)        | Фомин 72'   | (отчет), (протокол) | Кудрин 20' · Сергеев 48' · Смирнов 64' | Стадион: Текстильщик Зрителей: 7800 Судья: Александр Ксенафонтов (Ступино) |

| 2014-04-22 24 тур | Текстильщик                                                     | 3:1                 | Вологда                                           | Иваново                                                                      |
| 18:30             | Саная Анзор 41′ (пен.), 76′ · Тюргашкин Алексей 72′ · Диков 60' | (отчет), (протокол) | Горбунов Денис 70′ · А. Морыганов 41' · Тихов 62' | Стадион: Текстильщик Зрителей: 3800 Судья: Геннадий Аношин (Санкт-Петербург) |

| 2014-04-28 25 тур | Волга (Тверь)                    | 0:1                 | Текстильщик                               | Тверь                                                                    |
| 17:00             | Дм. Королев 38' · Хатаженков 38' | (отчет), (протокол) | Орлов Сергей 32′ · Сысоев 40' · Саная 41' | Стадион: Химик Зрителей: 1200 Судья: Петр Мирошниченко (Санкт-Петербург) |

| 2014-05-1 25 тур | Химки (Химки)                                             | 2:3                 | Текстильщик                                           | Химки                                                         |
| 15:00            | Скобляков Сергей 3′ · Лаврентьев Игорь 16′ · Шестаков 56' | (отчет), (протокол) | Саная Анзор 36′, 48′ · Смирнов Андрей 66′ · Ершов 87' | Стадион: Родина Зрителей: 700 Судья: Юрий Апонасенко (Москва) |

| 2014-05-10 26 тур | Текстильщик                                   | 2:0                 | Торпедо (Владимир)         | Иваново                                                           |
| 17:00             | Подкорытов Константин 16′ · Лосев Евгений 90′ | (отчет), (протокол) | Втюрин 39' · Каратыгин 52' | Стадион: Текстильщик Зрителей: 7500 Судья: Дмитрий Липовой (Тула) |

| 2014-05-19 27 тур | Текстильщик | 2:2                 | Зенит-2 (Санкт-Петербург)                                                                             | Иваново                                                             |
| 18:30(мск)        | Подкорытов Константин 53′ · Орлов Сергей 60′ · Недогода 21' · Ершов 26' · Диков 61' · Саная 61' · Волжанкин 62' | (отчет), (протокол) | Зуев Илья 23′ · Ящук Данила 27′ (пен.) · Лобов 47' · Попов 50' · Костин 61' · Зуев 61' · Ярошенко 90' | Стадион: Текстильщик Зрителей: 7400 Судья: Дмитрий Смирнов (Москва) |

| 2014-05-24 28 тур | Псков-747 (Псков)                                                        | 2:3                 | Текстильщик                                                                                          | Псков                                                       |
| 16:00             | Чванов Андрей 18′ · Алексеев Александр 90+1′ · Крупенин 22' · Прошин 33' | (отчет), (протокол) | Орлов Сергей 8′ · Лукьянов Иван 23′ · Тюргашкин Алексей 28′ · Борунов 21' · Орлов 45' · Лукьянов 58' | Стадион: СК 747 Зрителей: 1300 Судья: Игорь Панин (Дмитров) |

| 2014-05-27 30 тур | Тосно (Тосно)                                               | 1:0                | Текстильщик                                      | Тихвин                                                          |
| 18:00             | Савин Александр 11′ (пен.) · Бабенков 50' · Луканченков 68' | (отчет, (протокол) | Саная 11' · Сысоев 79' · Лосев 89' · Борунов 32' | Стадион: Кировец Зрителей: 2500 Судья: Сергей Куликов (Саранск) |

| 2014-06-2 31 тур | Текстильщик                                                                              | 2:2                 | Долгопрудный (Долгопрудный)                                                                    | Иваново                                                             |
| 18:30(мск)       | Подкорытов Константин 77′ · Орлов Сергей 90′ (пен.) · Фомин 4' · Попов 42' · Блуднов 62' | (отчет), (протокол) | Шестаков Дмитрий 5′ (пен.) · Свижук Владимир 74′ · Соломенцев 20' · Рыжиков 51' · Житников 90' | Стадион: Текстильщик Зрителей: 3600 Судья: Юрий Апонасенко (Москва) |

| 2014-06-5 32 тур | Текстильщик                                                           | 1:0                 | Строгино (Москва)         | Иваново                                                                |
| 18:30            | Подкорытов Константин 65′ · Орлов 34' · Недогода 54' · Подкорытов 65' | (отчет), (протокол) | Соколов 59' · Буданов 90' | Стадион: Текстильщик Зрителей: 3200 Судья: Максим Кузнецов (Раменское) |